# Objaw Köbnera
Objaw Köbnera (ang. Köbner's phenomenon) – charakterystyczny objaw łuszczycy aktywnej (nie występuje w przypadku remisji). Polega na tym, że nawet drobny, miejscowy uraz naskórka, na przykład zadrapanie, wywołuje po około 8–14 dniach powstanie w uszkodzonym miejscu zmian łuszczycowych.
Objaw Köbnera występuje również w liszaju płaskim, brodawkach płaskich i bielactwie.
Został opisany przez Heinricha Köbnera w 1872 roku.